# 국도 제152호선 (일본)

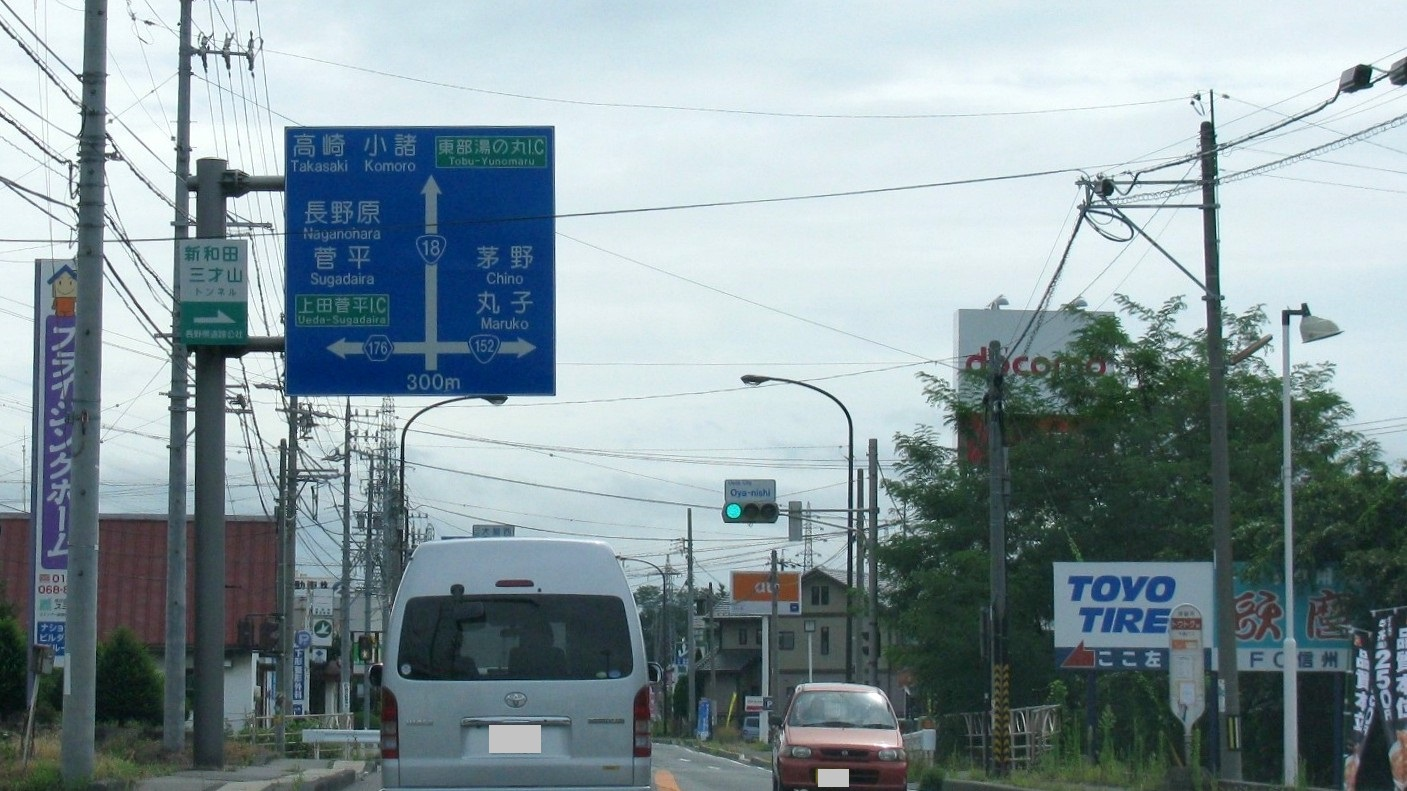
국도 152호선의 기점
나가노현 우에다시 오야 교차로

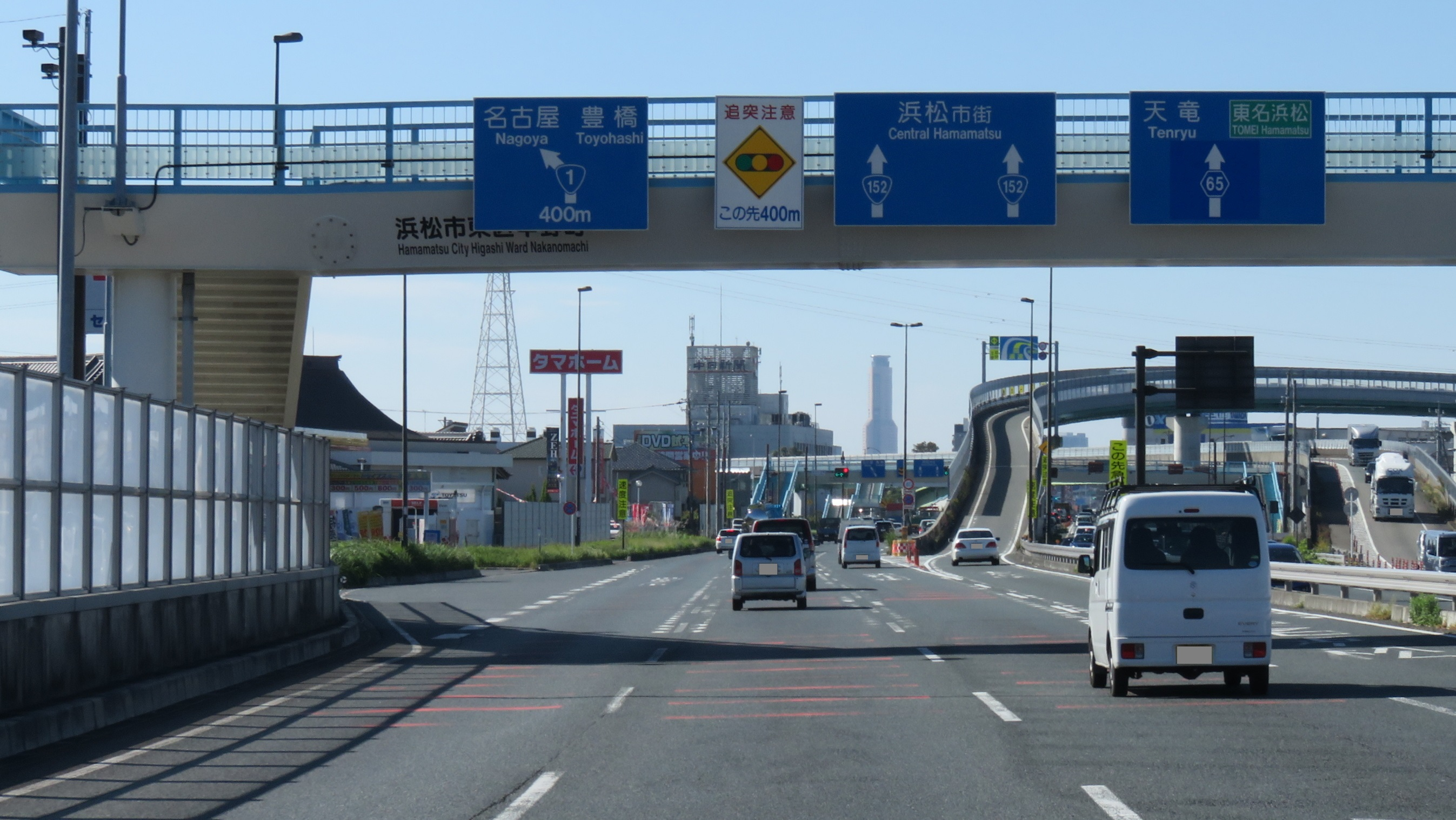
국도 152호선의 종점
시즈오카현 하마마쓰시 히가시구 기타시마초 교차로

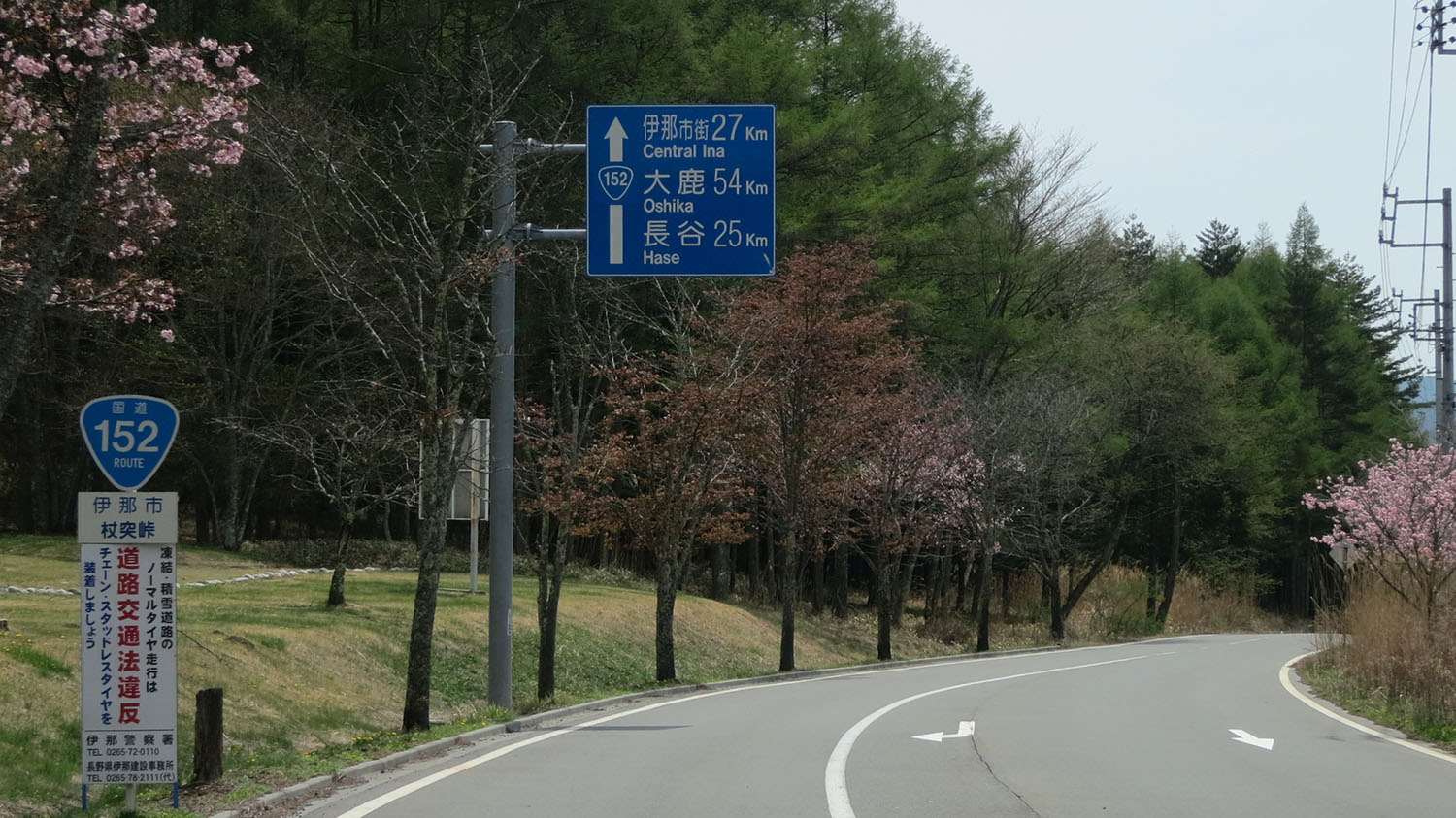
쓰에쓰키 고개 부근
나가노현 이나시 다카토마치 후지사와

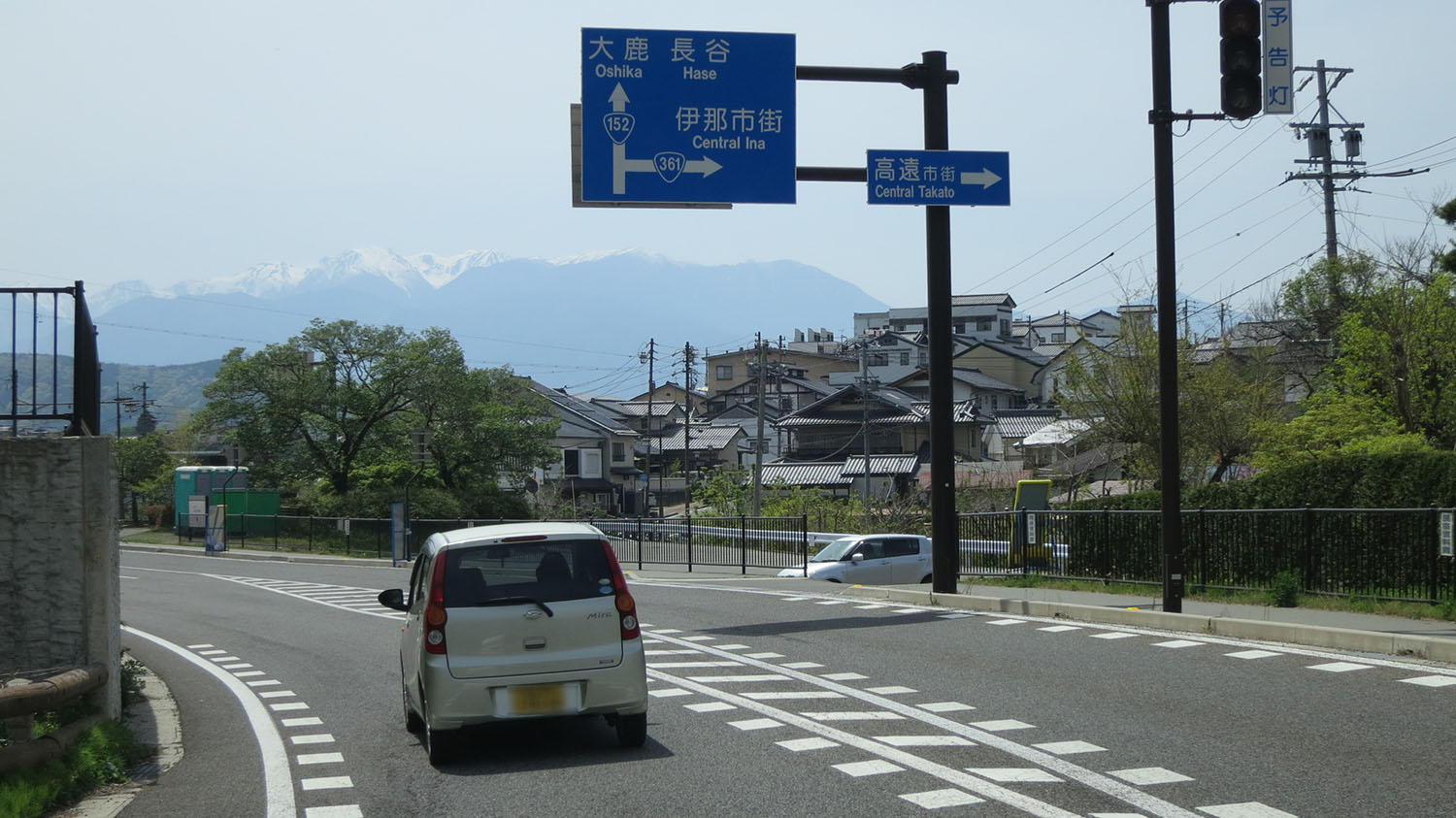
다카토 바이패스
(국도 제361호선과의 분기)
나가노현 이나시 다카토마치 히가시타카토

국도 제152호선(일본어: 国道152号 こくどう152ごう[*])은 나가노현 우에다시에서 시즈오카현 하마마쓰시 히가시구까지 이르는 일본의 일반 국도이다.

## 개요
나가노현 우에다시를 시점으로 하여, 동일한 현내의 야쓰가타케산과 미나미알프스 산간부 일원을 중심으로 종단하여, 시즈오카현의 덴류강이나 지류의 미사쿠보강을 따라 하마마쓰의 시가지 일원으로 내려가는 국도 노선이다. 그러나 노선상으로 볼 때 신슈의 대표적인 고갯길인 아오쿠즈레 고개와 지조 고개 등의 2곳에 한하여 차량 통행 불가 구간이 있을 뿐만 아니라 산악 지대에서는 폭이 협소한 구간이 상당수에 걸쳐 존재하며, 축간거리의 길이가 5m를 초과하는 대형 차량의 경우 본 도로를 통한 나가노현과 시즈오카현 사이의 구간에 걸쳐 왕래할 수 없다. 이로 인해 시즈오카·나가노현의 산악 지대를 중심으로 이 도로와 병주하고 있는 산엔난신 자동차도의 정비가 진행중인 상태이다.

### 노선 정보
일반 국도의 노선을 지정하고 있는 정령에 의거한 기종점 및 경유지는 다음과 같다.
- 기점 : 우에다시 (오야 교차로 = 국도 제18호선 및 나가노현도 제176호선과의 교점)
- 종점 : 하마마쓰시 (히가시구 기타지마초 교차로 = 국도 제1호선과의 교점 및 시즈오카현도 제65호선과의 종점)
- 중요한 경과지 : 나가노현 지사가타군 마루코정[B], 동군 나가토정[C], 지노시, 가미이나군 다카오토정[D], 시모이나군 가미촌, 동군 미나미시나노촌[E], 동현 이와타군 미사쿠보정[F], 동군 사쿠마정[G], 덴류시[H], 하마키타시[I]
- 총 연장 : 269.4 km
- 중용 연장 : 1.5 km
- 미공용 연장 : 6.7 km
- 실제 연장 : 261.2 km
- 현도 : 243.2 km
- 구도 : 4.1 km
- 신도 : 14.0 km
- 지정 구간 : 없음

## 역사
- 1953년 (쇼와 28년) 5월 18일 - 2급 국도 152호 이다 하마마쓰선(이다시 ~ 아이치현 기타시타라군 미와촌 (아이치현 기타시타라군) - 하마마쓰시)으로 지정 시행
- 1965년 (쇼와 40년) 4월 1일 - 도로법이 개정됨에 따라 1급과 2급의 구분을 없애고 일반 국도 152호선으로 지정 시행
- 1970년 (쇼와 45년) 4월 1일 - 중간 경유지가 변경되자, 일반 국도 152호선이 이다시 ~ 나가노현 시모이나군 가미촌 ~ 하마마쓰시 구간으로 경로 변경 시행
- 1993년 (헤이세이 5년) 4월 1일 - 일반 국도 152호선의 기점 측을 더 연신하여, 이다시 ~ 지노시 ~ 나가노현 시모이나군 가미정[J] ~ 하마마쓰시 구간으로 지정 시행

## 노선 개황

### 바이패스
- 다카토카 바이패스(일본어판)
- 구사기 터널(일본어판)
- 아이즈키 바이패스(일본어판)

### 중복 구간

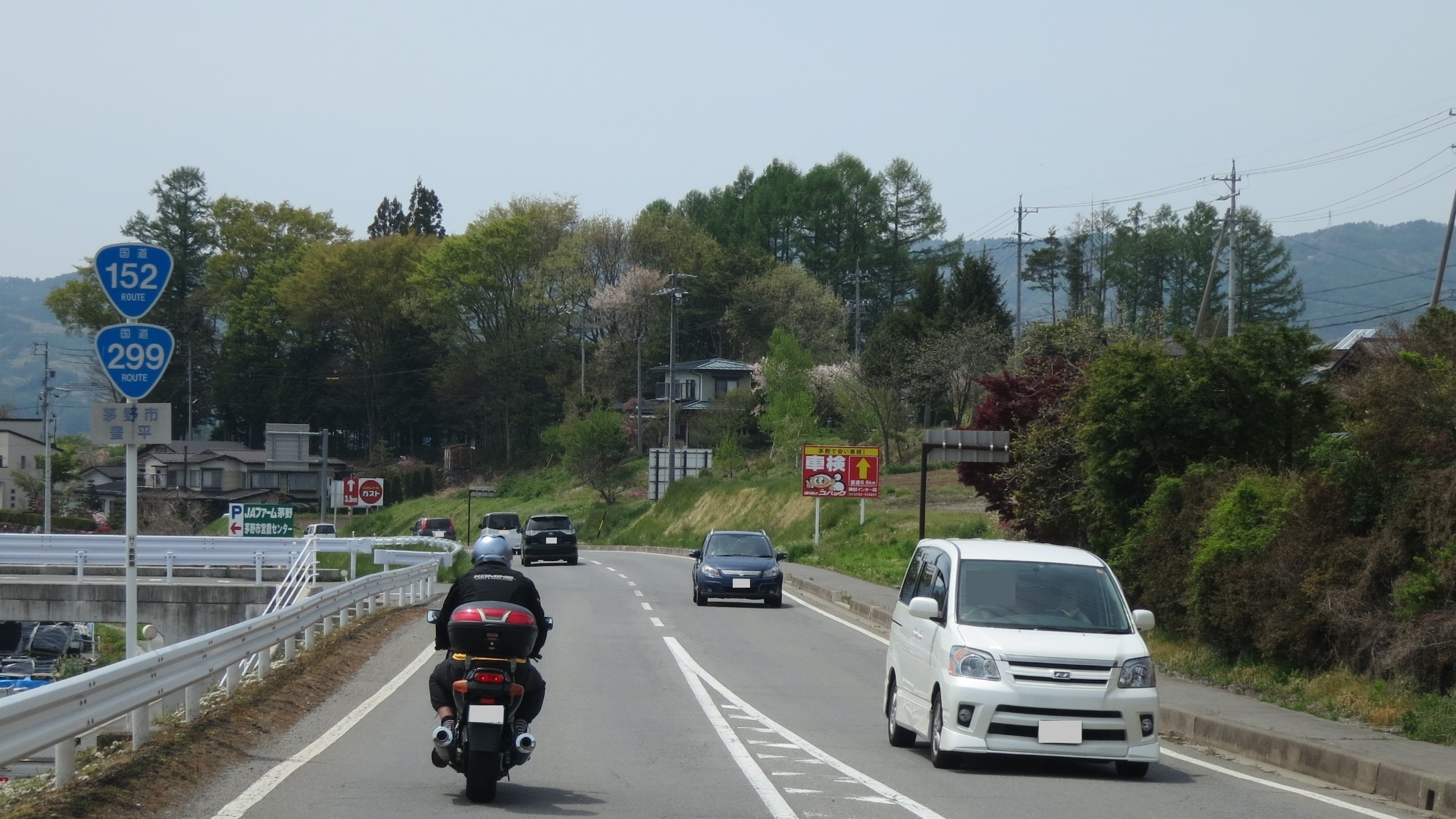
국도 제299호선과의 중복
나가노현 지노시 도요히라 미나미오시오

- 국도 제254호선 (일본)(일본어판) : 나가노현 우에다시 고시고에카미 교차로 ~ 지사가타군 나가와정 요다쿠보 병원 입구/아리사카 교차로
- 국도 제142호선 (일본)(일본어판) : 나가노현 지사가타군 나가와정 나가쿠보 교차로 ~ 지사가타군 나가와정 야마토바시 교차로
- 국도 제299호선 (일본)(일본어판) : 나가노현 지노시 세리가사와 교차로 ~ 지노시 아라이 교차로
- 국도 제473호선 (일본)(일본어판) : 시즈오카현 하마마쓰시 덴류구 오이바시 교차로 ~ 덴류구 야마히가시 교차로
- 국도 제362호선 (일본)(일본어판) : 시즈오카현 하마마쓰시 야마히가시 교차로 ~ 하마키타구 네가타 교차로

### 통행 규제
분단 구간
시즈오카와 나가노 양쪽의 현경을 중심으로 아오쿠즈레 고개(이다시 ~ 하마마쓰시 덴류구) 및 나가노현의 현내에서는 지조 고개 등 2곳의 불통 구간(점선 국도)이 있다. 해당 구간은 전부 2km로, 도보로 이동 시 30분이 소요되는 등산로로 정비되어 있다. 또한 자동차 교통의 대체노선으로 포장 처리된 임도가 별도로 연결되어 있어, 아오쿠즈레 고개에는 효고시 임도를, 지조 고개에는 자보라 임도를 통해 우회하는 것이 가능해진다.
동절기 폐쇄 관련
분구이 고개 및 지조 고개 주변 중심상 (화면 참조)

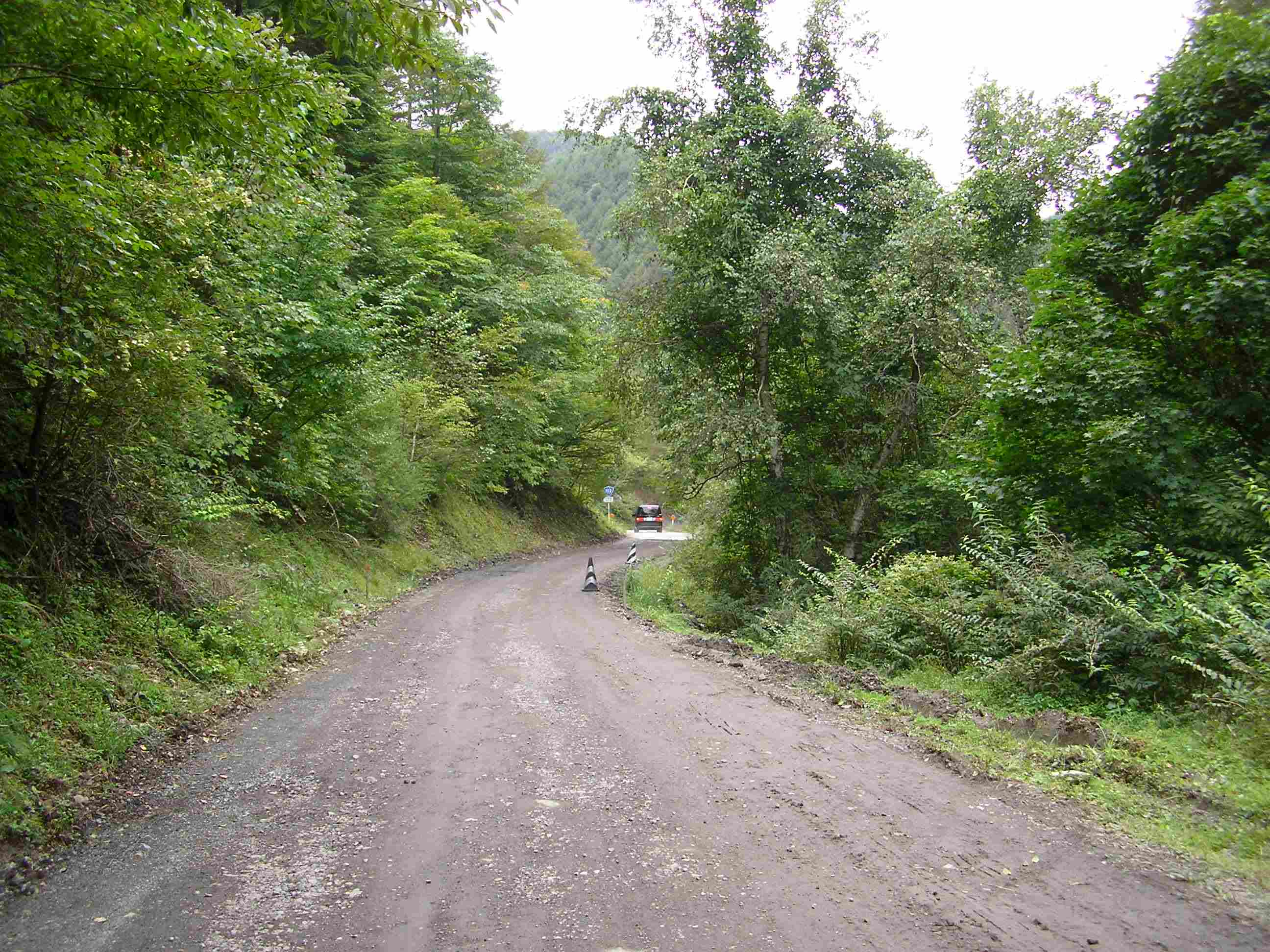
분구이 고개에서 오시카촌으로 내려가는 길목이다. 다만 포장은 일시적으로 벗겨진 상태이지만, 전후 포장 구간 전부 폭이 자동차 1대 분량에 그친다. (2006년)
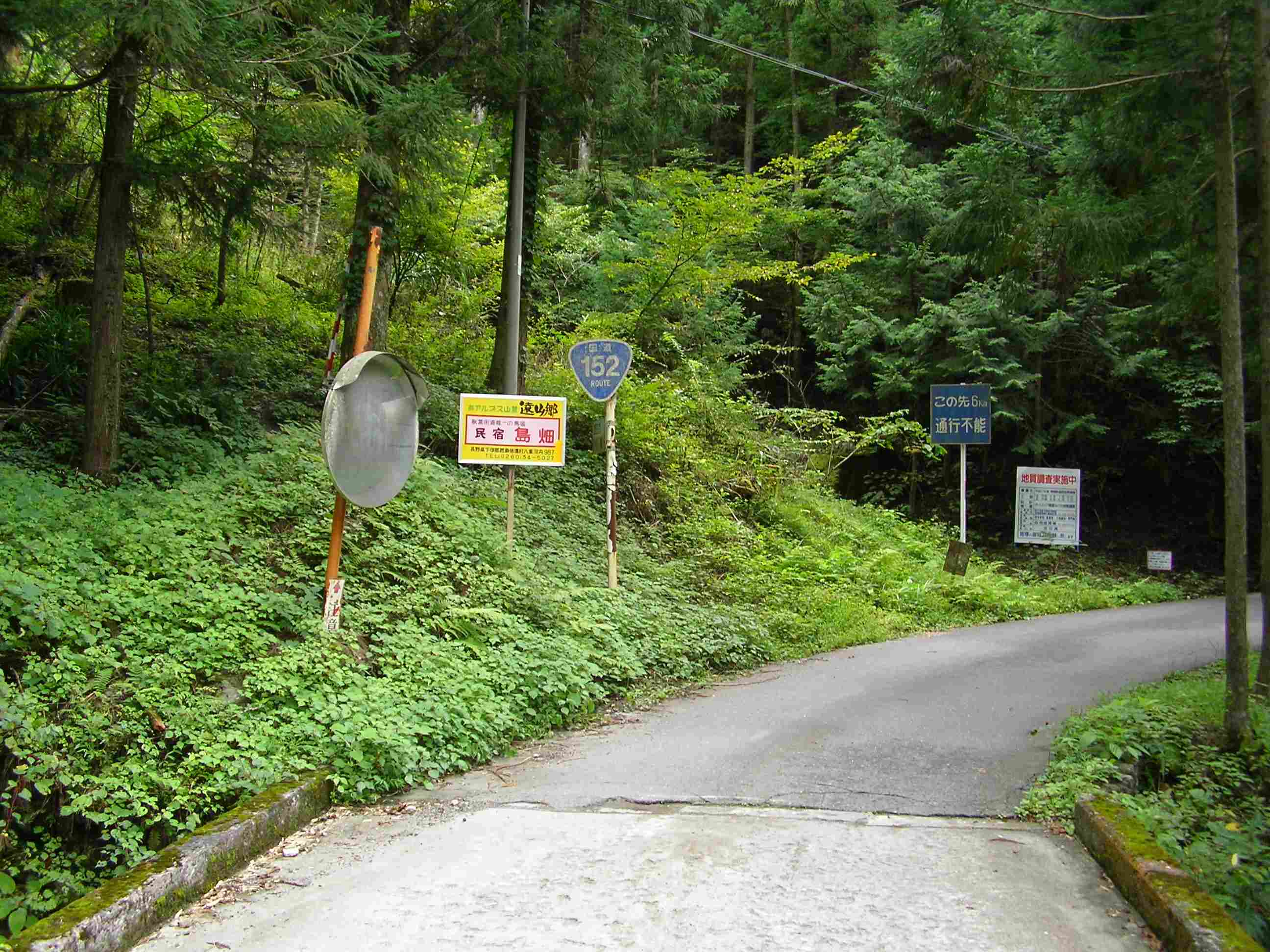
이다시의 옛 미나미시나노 지역내의 모습. 해당 길목으로 이루어져 있는 효고시 임도가 분기하게 되어 있는 지점이다. 아오쿠즈레 고개(일본어판) 근방에서 막혀 있는 상태이다. (2006년)

### 도로 시설

#### 미치노에키
- 나가노현
  - 마루메로노에키 나가토(일본어판)
  - 미나미알프스 무라하세(일본어판)
  - 가부키노사토오시카(일본어판)
  - 도야마고(일본어판)
- 시즈오카현
  - 덴류 조즈 하나모모노사토(일본어판)

## 지리

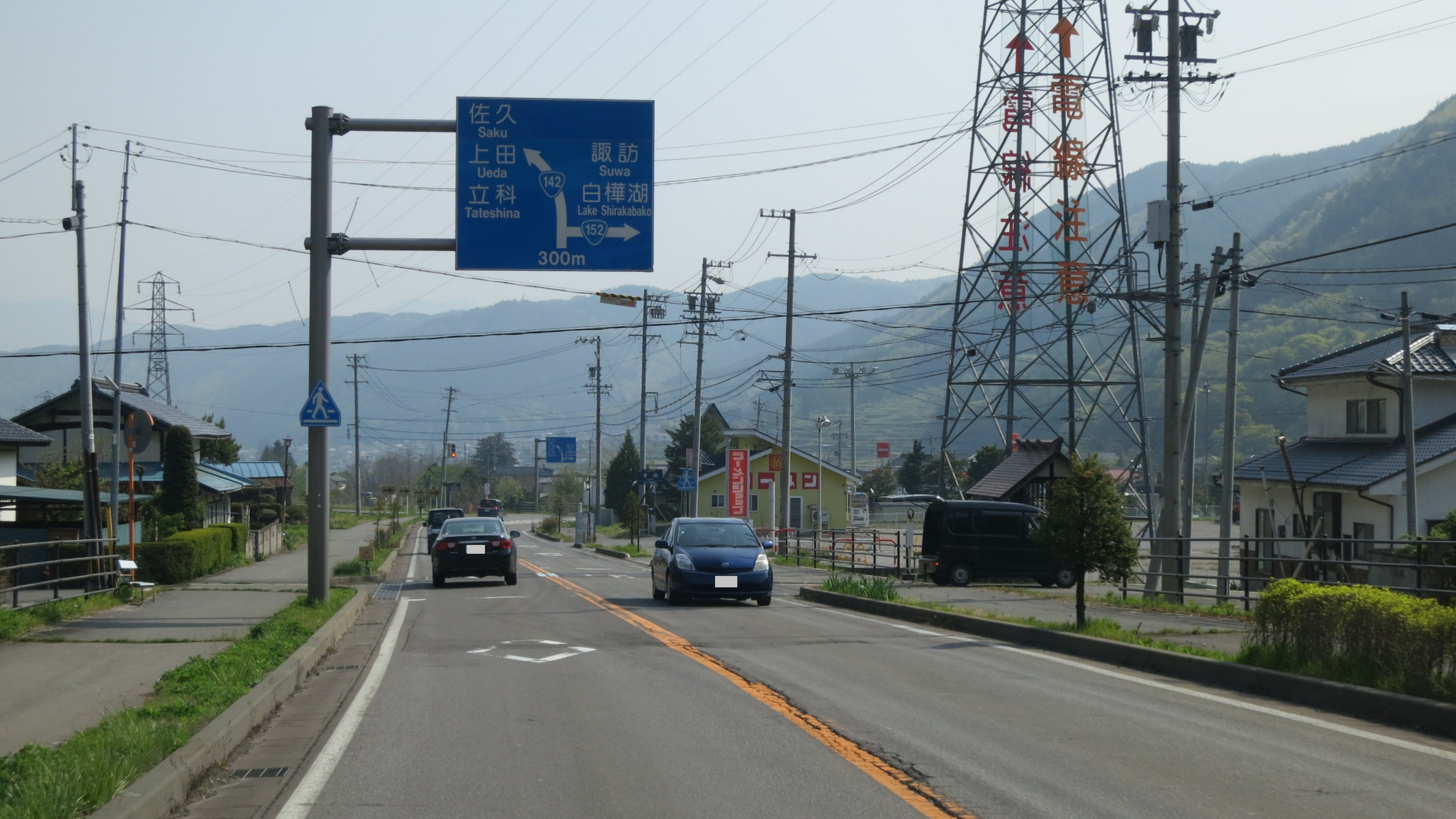
국도 제142호선과의 분기
나가노현 지사가타군 나가와정

### 통과하는 지자체
- 나가노현
  - 우에다시 - 지사가타군 나가와정 - 지노시 - 이나시 - 시모이나군 오시카촌 - 이다시
- 시즈오카현
  - 하마마쓰시 (덴류구 - 하마나구 - 주오구)

### 통과하는 도로
고속도로
- 신토메이 고속도로

국도
- 국도 제18호선
- 국도 제254호선 (일본)(일본어판)
- 국도 제142호선 (일본)(일본어판)
- 국도 제299호선 (일본)(일본어판)
- 국도 제20호선
- 국도 제361호선 (일본)(일본어판)
- 국도 제474호선 (일본)(일본어판)
- 국도 제256호선 (일본)(일본어판)
- 국도 제418호선 (일본)(일본어판)
- 국도 제473호선 (일본)(일본어판)
- 국도 제362호선 (일본)(일본어판)
- 국도 제257호선 (일본)(일본어판)
- 국도 제150호선 (일본)(일본어판)
- 국도 제1호선

### 통과하는 고개
- 다이몬 고개(일본어판)
- 쓰에쓰키 고개(일본어판)
- 분구이 고개(일본어판)
- 지조 고개(일본어판)
- 아오구즈레 고개(일본어판)